# William Segar
William Segar (vers 1554-1633) est un peintre de cour, portraitiste et officier d'armes (en) à la cour d'Élisabeth Ire d'Angleterre. Il est nommé principal roi d'armes de la jarretière (en) sous Jacques I.

## Portraits

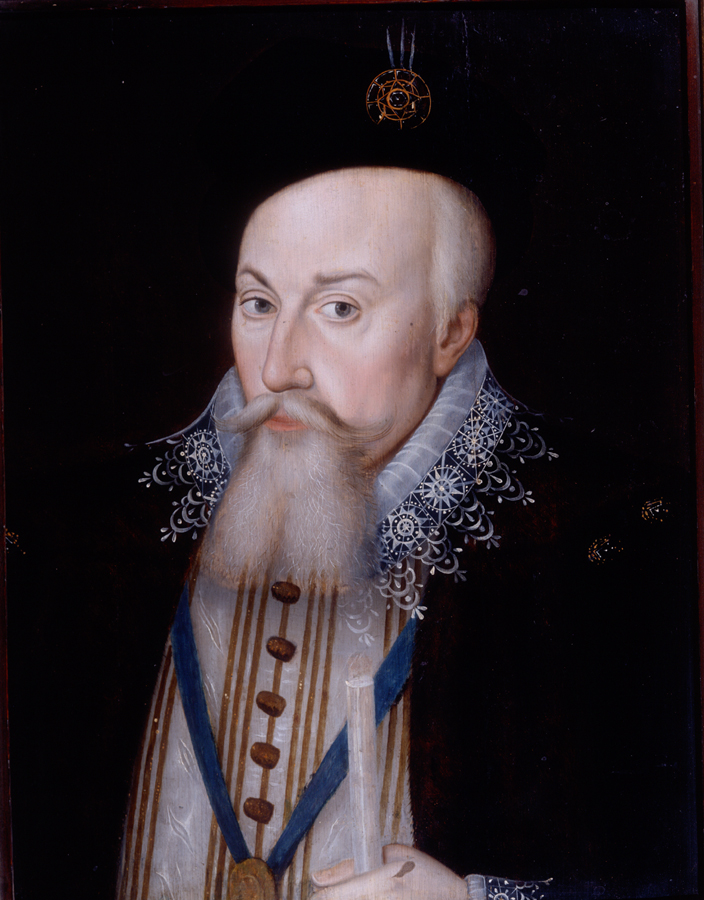
Robert Dudley, comte de Leicester, 1587.
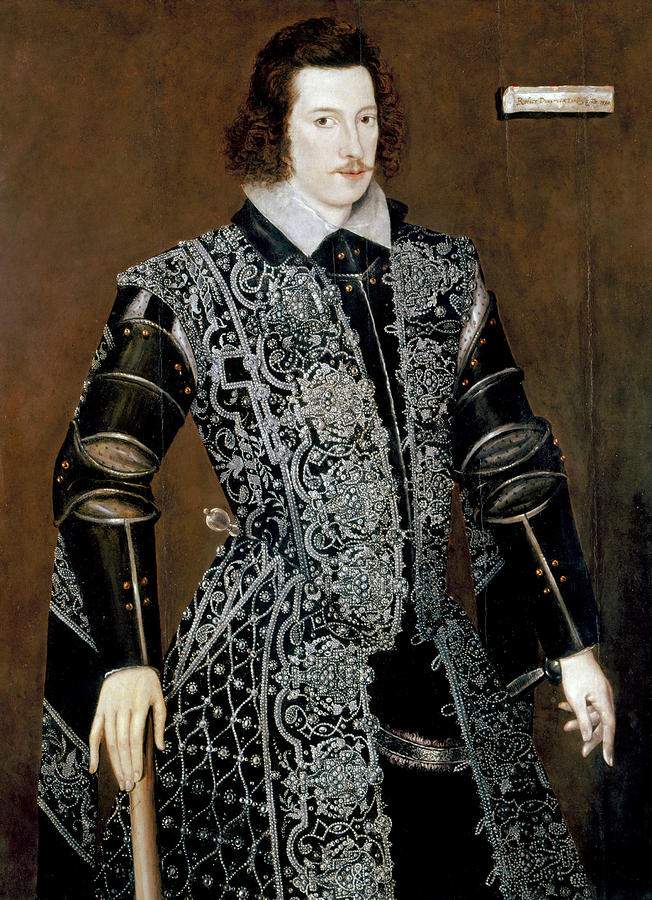
Robert Devereux, comte d'Essex, c. 1590.
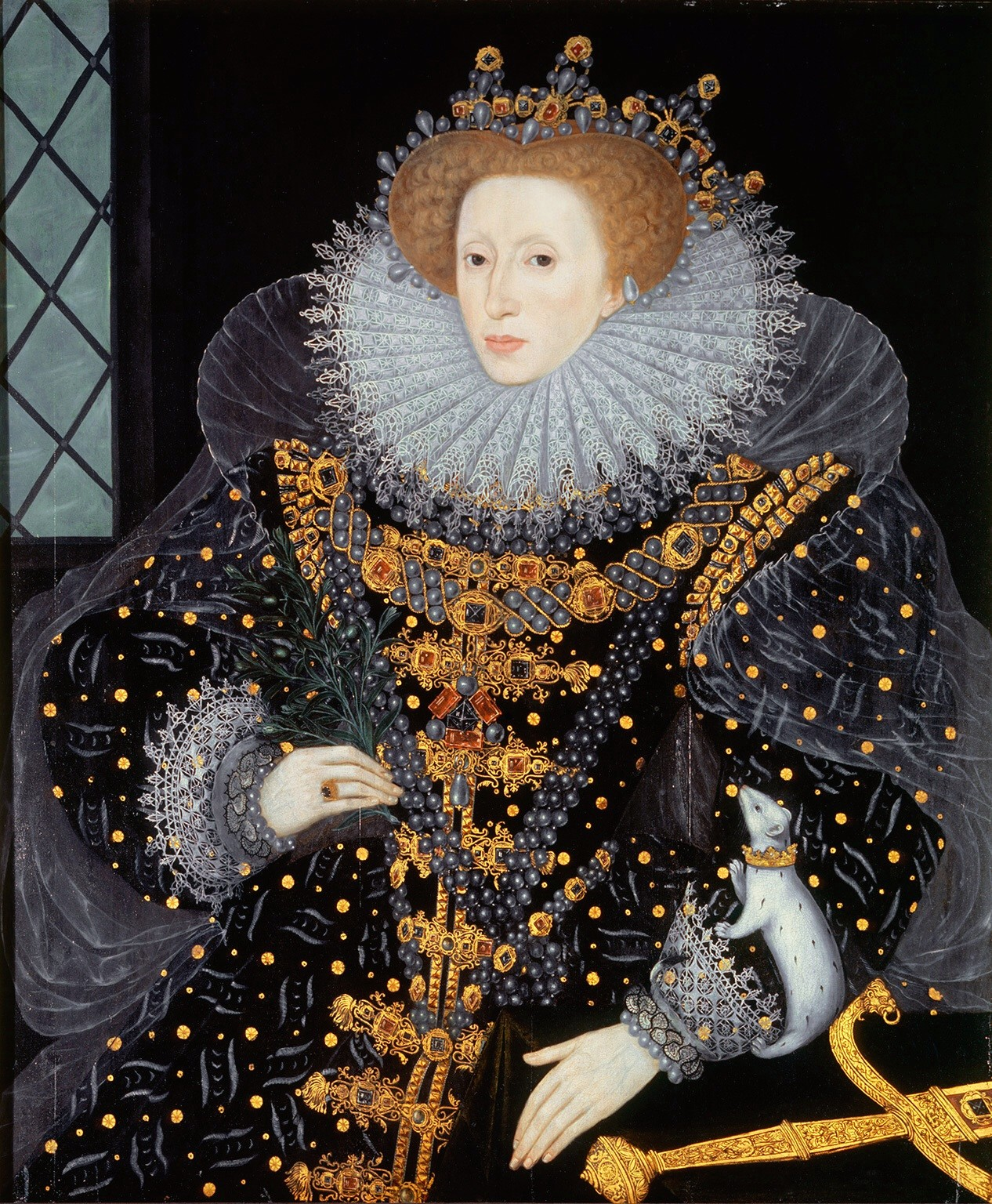
Reine Élisabeth, « Portrait à l'hermine » (attribué).
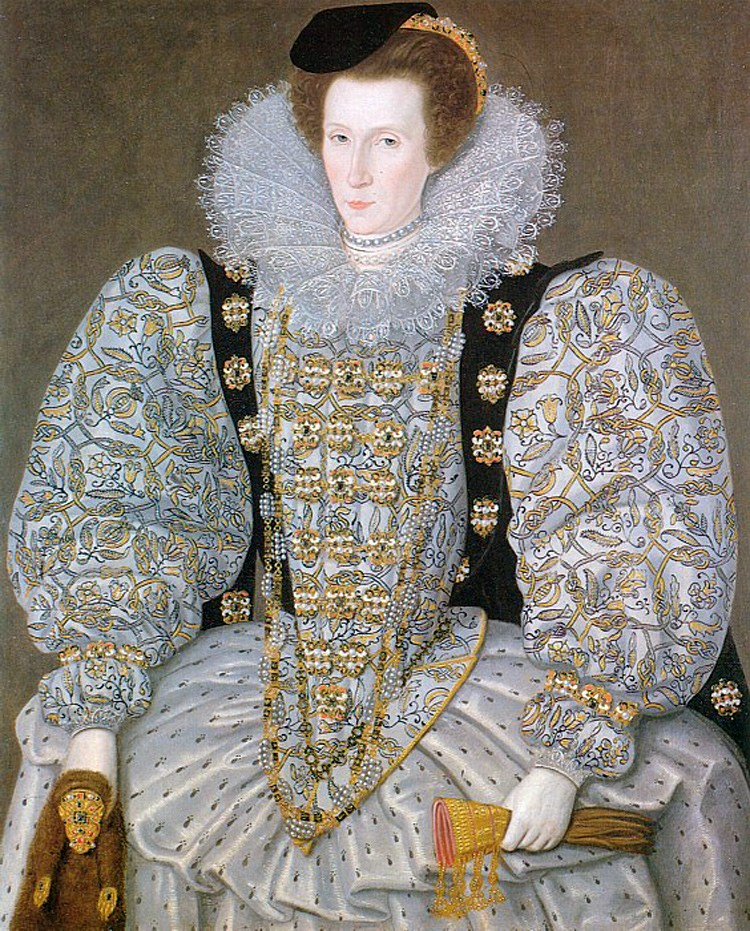
Dame inconnue, c. 1595 (attribué).